# 邏輯捲軸管理員

Linux Logical Volume Manager (LVM) v1
In this diagram PE stands for Physical Extent.

邏輯捲軸管理器（英語：Logical Volume Manager，縮寫為），又譯為邏輯卷宗管理器、邏輯磁區管理器、邏輯磁碟管理器、邏輯容體管理員（HP-UX譯名），是Linux核心所提供的邏輯捲軸管理（Logical volume management）功能。它在硬碟的硬盘分区之上，又建立一個邏輯層，以方便系統管理硬碟分割系統。
最先由IBM開發，在AIX系統上實作，OS/2 作業系統與 HP-UX也支援這個功能。在1998年，Heinz Mauelshagen 根據在 HP-UX 上的邏輯捲軸管理器，寫作出第一個 Linux 版本的邏輯捲軸管理器。
LVM基本术语：
- PV：物理卷，PV处于LVM系统最低层，它可以是整个硬盘，或者与磁盘分区具有相同功能的设备（如RAID），但和基本的物理存储介质相比较，多了与LVM相关管理参数
- VG：卷组，建立在PV之上，由一个或多个PV组成，可以在VG上创建一个或多个“LVM分区”（逻辑卷），功能类似非LVM系统的物理硬盘
- LV：逻辑卷，从VG中分割出的一块空间，创建之后其大小可以伸缩，在LV上可以建立文件系统（如/var,/home）
- PE：物理区域，每一个PV被划分为基本单元（也被称为PE），具有唯一编号的PE是可以被LVM寻址的最小存储单元，默认为4MB